# Destructor Zeffiro (1928)
El Zeffiro va ser un dels vuit destructors de classe Turbine construïts per a la Regia Marina durant la dècada de 1920. Va rebre el nom d'un vent de ponent, Zeffiro, comú a l'estiu a la Mediterrani. El vaixell va tenir un paper menor a la Guerra Civil espanyola de 1936-1937, donant suport als nacionalistes.

## Disseny i descripció
Els destructors de classe Turbine van ser versions ampliades i millorades de les classes Sauro precedents. Tenien una longitud total de 93,2 metres (306 peus), una mànega de 9,2 metres (30 peus 2 polzades) i un calat mitjà de 3 metres (9 peus 10 polzades). Desplaçaven 1.090 tones mètriques (1.070 tones llargues) amb càrrega estàndard, i 1.700 tones mètriques (1.670 tones llargues) amb càrrega profunda. El seu complement era de 12 oficials i 167 soldats.
Els Turbine eren accionats per dues turbines de vapor Parsons, cadascuna impulsava un eix de l'hèlix utilitzant vapor subministrat per tres calderes Thornycroft. Les turbines tenien una potència de 40.000 cavalls de potència (30.000 kW) per a una velocitat de 33 nusos (61 km/h; 38 mph) en servei, encara que els vaixells germans del Zeffiro van assolir velocitats superiors als 36 nusos (67 km/h); 41 mph) durant les seves proves de mar amb una càrrega lleugera. Portaven suficient fuel per donar-los una autonomia de 3.200 milles nàutiques (5.900 km; 3.700 milles) a una velocitat de 14 nusos (26 km/h; 16 mph).
La seva bateria principal consistia en quatre canons de 120 mil·límetres (4,7 polzades) en dues torretes de dos canons, una a davant i a darrere de la superestructura. La defensa antiaèria (AA) per als vaixells de la classe Turbine va ser proporcionada per un parell de canons AA de 40 mil·límetres (1,6 polzades) en muntatges individuals al mig del vaixell i un muntatge de dos canons per a metralladores de 13,2 mil·límetres (0,52 polzades). Estaven equipats amb sis tubs de torpedes de 533 mil·límetres (21 polzades) en dos muntatges triples al mig del vaixell. Els Turbine podien portar 52 mines.

## Construcció i carrera

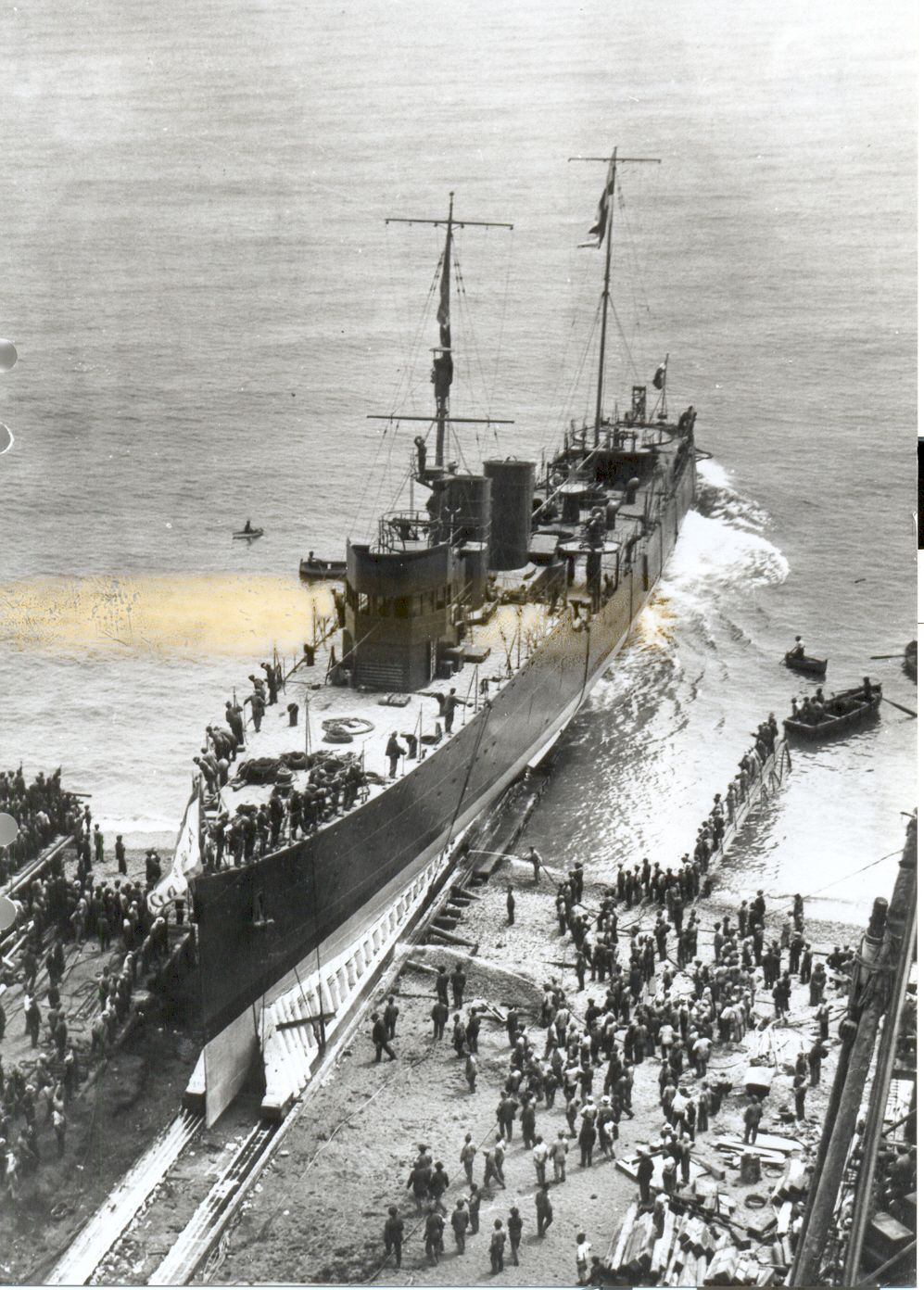
Avarament del Zeffiro a Genoa-Sestri Ponente el 1927

Gio. Ansaldo & C. va col·locar la quilla del Zeffiro a la seva drassana Gènova-Sestri Ponente el 29 d'abril de 1925, avarat el 27 de maig de 1927 i acabat el 15 de maig de 1928. En ser acabat, el Zeffiro, juntament amb l'Espero, l'Ostro i el Borea, van ser assignats al 1r Esquadró. de la I Flotilla de Destructors amb base a La Spezia. Entre 1929 i 1932 va realitzar diversos creuers d'entrenament pel Mediterrani. El 1932 durant els exercicis d'entrenament va ser colpejada per un torpede defectuós llançat per l'Aquilone. El 1931 Zeffiro juntament amb l'Euro, l'Espero i el Nembo, així com l'antic creuer Ancona, formaven part de la II Divisió Naval. El 1934 després d'una altra reorganització el Zeffiro així com l'Espero, l'Ostro i el Borea es van reunir de nou, formant ara el 4t Esquadró de Destructors, part de la II Divisió Naval.

### Guerra Civil espanyola
Després de l'inici de la Guerra Civil Espanyola el juliol de 1936, tant Itàlia com l'Alemanya nazi van donar suport als nacional del general Franco, mentre que la Unió Soviètica donava suport activament als republicans. Durant el primer any de la guerra, els soviètics van utilitzar els ports controlats pels republicans de Bilbao i Santander al nord d'Espanya adjacent a la frontera francesa, però després de la seva caiguda l'estiu de 1937, l'URSS es va veure obligada a utilitzar els ports de la Mediterrània per continuar proveint els republicans. Tant Itàlia com Alemanya van desplegar els seus submarins al Mediterrani a principis de 1937 per prohibir la navegació republicana, però sense gaire èxit. El 3 d'agost de 1937 Franco va fer una súplica urgent a Mussolini perquè utilitzés la flota italiana per impedir el pas d'un gran comboi de transport soviètic, que acabava de sortir d'Odessa. Originalment, només s'havien d'utilitzar submarins, però Mussolini va ser convençut per Franco d'utilitzar també vaixells de superfície italians contra els soviètics. El bloqueig italià es va posar en vigor immediatament, amb dos creuers lleugers, l'Armando Díaz i el Luigi Cadorna, vuit torpediners i vuit destructors, inclòs el Zeffiro, desplegats a l'estret de Sicília i l'estret de Messina i als voltants. El Zeffiro va participar en diverses patrulles, que normalment duraven tres dies, sovint en parella amb el seu germà Euro, però cap de les seves missions va tenir èxit.
El setembre de 1937 la Conferència de Nyon va ser convocada per França i Gran Bretanya per abordar la "pirateria submarina" realitzada contra el tràfic mercantil a la Mediterrània. El 14 de setembre es va signar un acord per establir zones de patrulla britànica i francesa arreu d'Espanya (amb un total de 60 destructors i força aèria emprats) per contrarestar els comportaments agressius dels submarins. Itàlia no va ser acusada directament, sinó que va haver de complir l'acord i suspendre les operacions marítimes.

### Segona Guerra Mundial
En el moment de l'entrada italiana a la Segona Guerra Mundial el 10 de juny de 1940, el Zeffiro juntament amb els vaixells germans Espero, i Borea van formar el 2n Esquadró de Destructors amb base a Tàrent.
El 27 de juny de 1940 el Zeffiro va salpar de Tàrent a les 22:45 per a la primera missió de guerra, juntament amb l'Ostro i el cap d'esquadró Espero (comandat pel capità Enrico Baroni). Els tres vaixells havien de transportar a Tobruk dues bateries antiaèries (10 canons Breda Model 35 en total), 120 tones curtes (110 t) de munició (450.000 cartutxos) i 162 membres de la Milícia Voluntària per a la Seguretat Territorial .
El 28 de juny de 1940 a les 12:10, a unes 43 nmi (50 milles; 80 km) a l'oest de Zakynthos, el comboi va ser albirat per un avió de reconeixement britànic Short Sunderland plane. Quan es trobaven a l'abast del 7è Esquadró de Creuers britànic, compost per creuers lleugers cruisers Liverpool, Orion, Neptune, Gloucester i HMAS Sydney,l'almirall John Tovey els va ordenar que interceptessin els italians. La columna italiana va ser albirada pels vaixells aliats cap a les 18:30, a unes 100 milles al nord de Tobruk, i a les 18:36 el Liverpool va obrir foc des de 22.000 iardes (20.000 m) contra la sorpresa flotilla italiana. A les 18:59 l'Orion també va obrir foc des de 16.000 m. Els destructors italians eren teòricament més ràpids que els creuers britànics, però a causa de la seva edat i càrrega pesada a bord, el seu avantatge de velocitat es va anul·lar. A més, la tercera caldera de l'Espero va resultar defectuosa, limitant la velocitat del destructor a només 25 nusos (46 km/h; 29 mph). El capità Baroni, per tant, va decidir sacrificar el seu Espero per cobrir la fugida del Zeffiro i l'Ostro, i els va ordenar que es desenganxessin i naveguessin cap a Bengasi a tota velocitat. L'Espero va col·locar cortines de fum i va realitzar maniobres evasives, enfrontant la divisió del Liverpool amb canons i disparant simultàniament tres torpedes a l'Orion. Mentre el Liverpool i el Gloucester s'enfrontaven a l'Espero, els altres tres creuers van intentar evitar les cortines de fum per atacar l'Ostro i el Zeffiro que fugien, però van rebre l'ordre d'abandonar la seva persecució i concentrar-se en l'Espero . A causa de la ziga-zaga, l'Espero va aconseguir evitar ser colpejat, però a les 19:20 el rang entre ell i el Liverpool s'havia escurçat a 13.000 m (14.000 iardes). De fet, els italians van treure la primera sang, quan un sol obús italià de 4,7 polzades (120 mm) va colpejar el Liverpool a només 3 peus per sobre de la línia de flotació, amb estelles penetrant a les ogives de dos torpedes, però va causar pocs danys en cas contrari. Malgrat els molts trets, l'Espero no va ser colpejat fins a les 20:00, quan les seves sales de màquines van ser atropellades i van aturar el vaixell. El 7è Esquadró va gastar uns 5.000 obusos, més de 1.600 de calibre principal, abans que el destructor italià fos enfonsat, després de 130 minuts de ferotge lluita. El Sydney va rescatar 47 dels 225 homes del destructor italià, i trenta-sis més van escapar en basses, però només sis d'ells van ser trobats amb vida pel submarí italià Topazio gairebé 20 dies després. El capità Baroni va morir a bord del seu vaixell, i va rebre pòstumament la Medalla d'or al valor militar.
El matí del 29 de juny de 1940, l'Ostro i el Zeffiro van arribar a Bengasi abans de procedir cap a Tobruk on van arribar l'1 de juliol.
Un altre comboi italià va navegar cap a Tobruk el 30 de juny de 1940 des d'Augusta transportant tropes, subministraments, municions i combustible. El comboi estava format per sis vaixells de càrrega i passatgers i estava escortat per 6 destructors i 4 torpediners. La Royal Navy no va poder interceptar aquest comboi, en gran part a causa de la gran despesa de municions en el seu enfrontament anterior. El 5 de juliol de 1940 hi havia set destructors de classe Turbine atracats al port de Tobruk juntament amb quatre torpediners, sis carguers i diversos vaixells auxiliars. Entre les 10:00 i les 11:15 un avió de reconeixement Short Sunderland va sobrevolar el port a una altitud de 1.500-2.000 metres i malgrat el foc antiaeri obert contra ell, va confirmar la presència de nombrosos vaixells al port. A última hora de la tarda, un grup de nou torpediners Fairey Swordfish del 813 Esquadró Aeri Naval va enlairar de l'aeròdrom de Sidi Barrani i es va dirigir cap a Tobruk. L'alarma aèria va sonar a les 20:06, però els italians no van poder detectar l'avió aliat fins que ja van sobrepassar el port a les 20:20. Els destructors tenien la major part del seu personal a bord dels vapors Liguria i Sabbia amb l'excepció de les tripulacions dedicades a la defensa aèria. L'atac va començar uns minuts més tard, només va durar set minuts i va provocar que cinc vaixells italians fossin enfonsats o danyats. Sense trobar cap oposició aèria, els torpediners britànics van atacar des de baixa altitud (al voltant de 100 peus), i van llançar els seus torpedes a 400–500 metres de distància, gairebé a boca de canó. El Zeffiro va ser atacat primer per un avió pilotat per Nicholas Kennedy, el torpede del qual va colpejar el Zeffiro a la proa, al voltant del dipòsit de municions, entre el pont i un canó de 120 mm. L'explosió va trencar el vaixell en dos i el va enfonsar mitja hora després. El vaixell de càrrega Manzoni també va ser atropellat, bolcat i enfonsat, mentre que l'Euro i el vapor Serenitas van ser tocats i van haver de ser varats, i el transatlàntic Ligúria va ser atropellat i danyat. Dos avions també van atacar altres destructors, però no van poder llançar els seus torpedes a causa de l'intens foc antiaeri. L'alarma aèria es va cancel·lar a les 21:31, i en aquell moment els nou avions britànics estaven lluny.
Hi va haver 21 baixes entre la tripulació del Zeffiro, 10 morts i 11 desapareguts i 20 ferits.